# Prrenjas
Prrenjas (gyakran Përrenjas) város és alközség Albánia délkeleti részén, a Shkumbin felső völgye és az Ohridi-tó közötti Domosdovai-fennsíkon, Elbasantól légvonalban 40, közúton 55 kilométerre délkelet–keleti irányban. Elbasan megyén belül Prrenjas község, valamint Prrenjas alközség központja. Az alközség további települései Prrenjas-Fshat és Rrashtan. A 2011-es népszámlálás alapján az alközség népessége 5847 fő. Fiatal, a kommunizmus évtizedeiben bányászvárossá fejlesztett, látnivalók nélküli település.

## Fekvése
Prrenjas a Shkumbin felső völgyébe torkolló Prrenjasi-patak völgyében fekszik, a Domosdovai-fennsík (Fusha e Domosdovës) központi települése. Északról a Pishkashi-szikla (Gur i Pishkashit), délről a Mokra-vidékhez tartozó Vörös-hegység (Mal i Kuq) szegélyezi a várost. A város az ország fővárosát, Tiranát Elbasanon keresztül Korçával összekötő SH3-as jelű főúton fekszik, Tiranától 95, Korçától 70 kilométerre. Prrenjas egyúttal a Tirana–Elbasan–Pogradec-vasútvonal egyik állomása is, de 2018-ban a személyvonatok már csak a 30 kilométerre fekvő Librazhdig közlekednek.

## Története
1984-ben Ilir Gjipali irányításával a közeli Rrashtannál a kora neolitikum kései szakaszára keltezett őskori telephelyet tártak fel, amelynek népessége a közeli maliqi műveltséghez tartozott. A kova- és csonteszközök, kőbalták mellett monokróm, valamint matt homokszínnel díszített, vékony falu cserépedény-töredékek is előkerültek, amelyek barbotin- ésimpressotechnikával való díszítése meglehetősen általános volt. Különösen jelentősek az innen előkerült, kultikus célokat szolgáló ember- és állatalakú agyagszobrocskák.
Az ókorban itt haladt el az Illíria római meghódítását követően felépült kereskedelmi és hadi út, a Via Egnatia. A mai település határában Camillo Praschniker fedezte fel az út egyik kőhídja, a Servilus híd (Pons Servili) maradványait.
A török hódoltság időszakából több legenda fűződik a környékhez az oszmán hódításnak ellenálló albán fejedelem, Szkander bég hőstettei kapcsán. A Prrenjastól északra elterülő Pishkasi-sziklában állítólag látni lehet Szkander bég lovának nyomát, a Rrajca felé húzódó hegyi utat pedig Szkander bég ösvényének nevezi a népnyelv, mert állítólag egyik első csatája során emberei élén innen zúdult le a völgyben haladó török seregre.

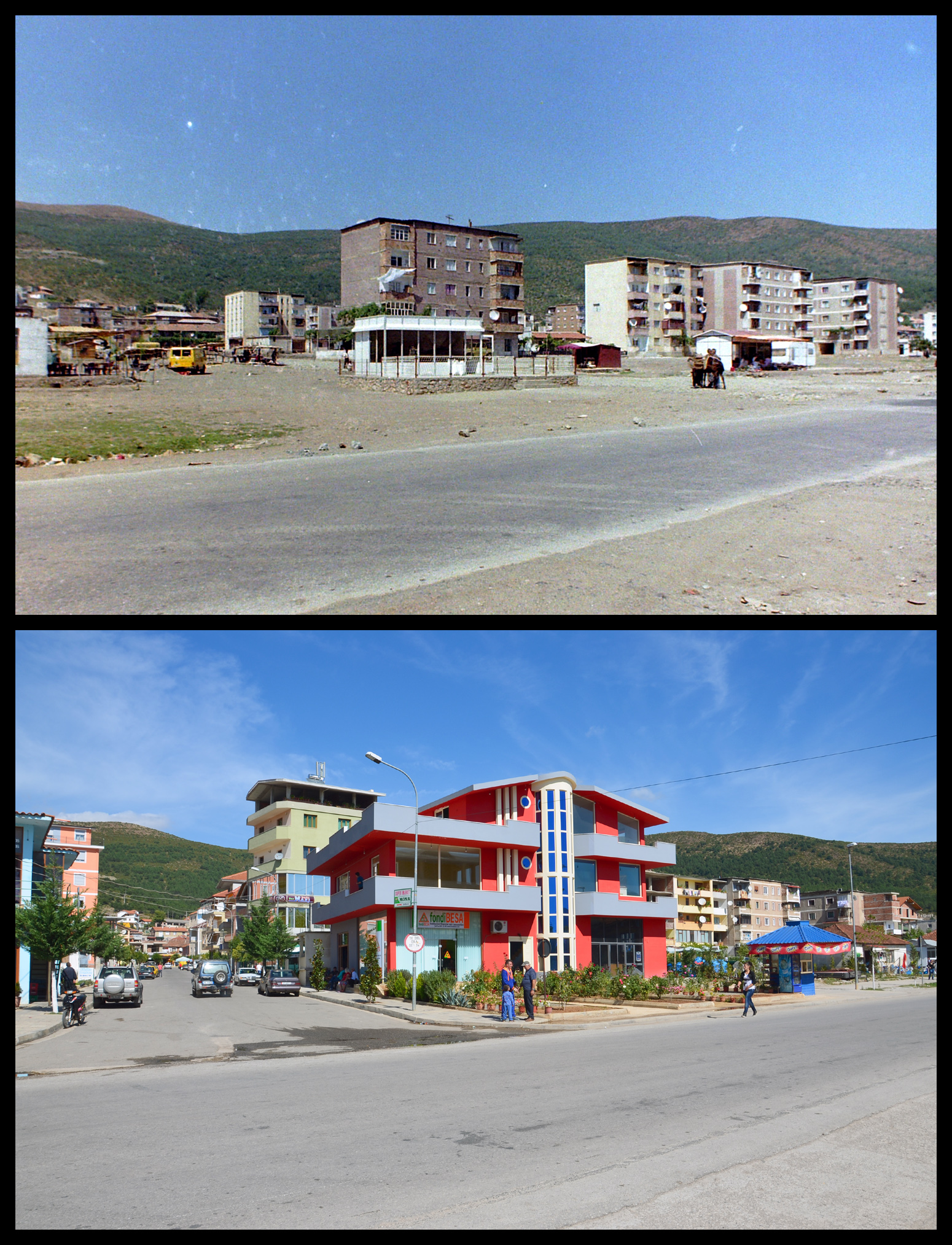
Prrenjas 1995-ben és 2013-ban

Mindazonáltal Prrenjas egészen a 20. század második feléig átlagos falu volt, mígnem feltárták a környék vasnikkel- és nikkel-szilikát-kincsét, és 1963-ban megnyíltak az ezt kiaknázó bányák. Ércdúsítót is telepítettek a kisvárosba, ahova a helyi tárnákon kívül a pishkashi bányákből is érkezett ásványi nyersanyag. Hogy az itt feldúsított érc eljutását megkönnyítsék az elbasani kohókba, az ötödik ötéves tervidőszakban (1971–1975) 14 ezer ifjúmunkás részvételével megépítették, és 1974 márciusában átadták az Elbasan–Prrenjas-vasútvonalat. A későbbiekben a vasútvonalat egészen Pogradecig meghosszabbították. Az 1991-es rendszerváltást követően a bányák java része bezárt, de 2000-től a koncessziót szerző olasz Darfo cég beruházott és újranyitotta a prrenjasi bányákat.